# 聖布埃納文圖拉 (拉巴斯省)

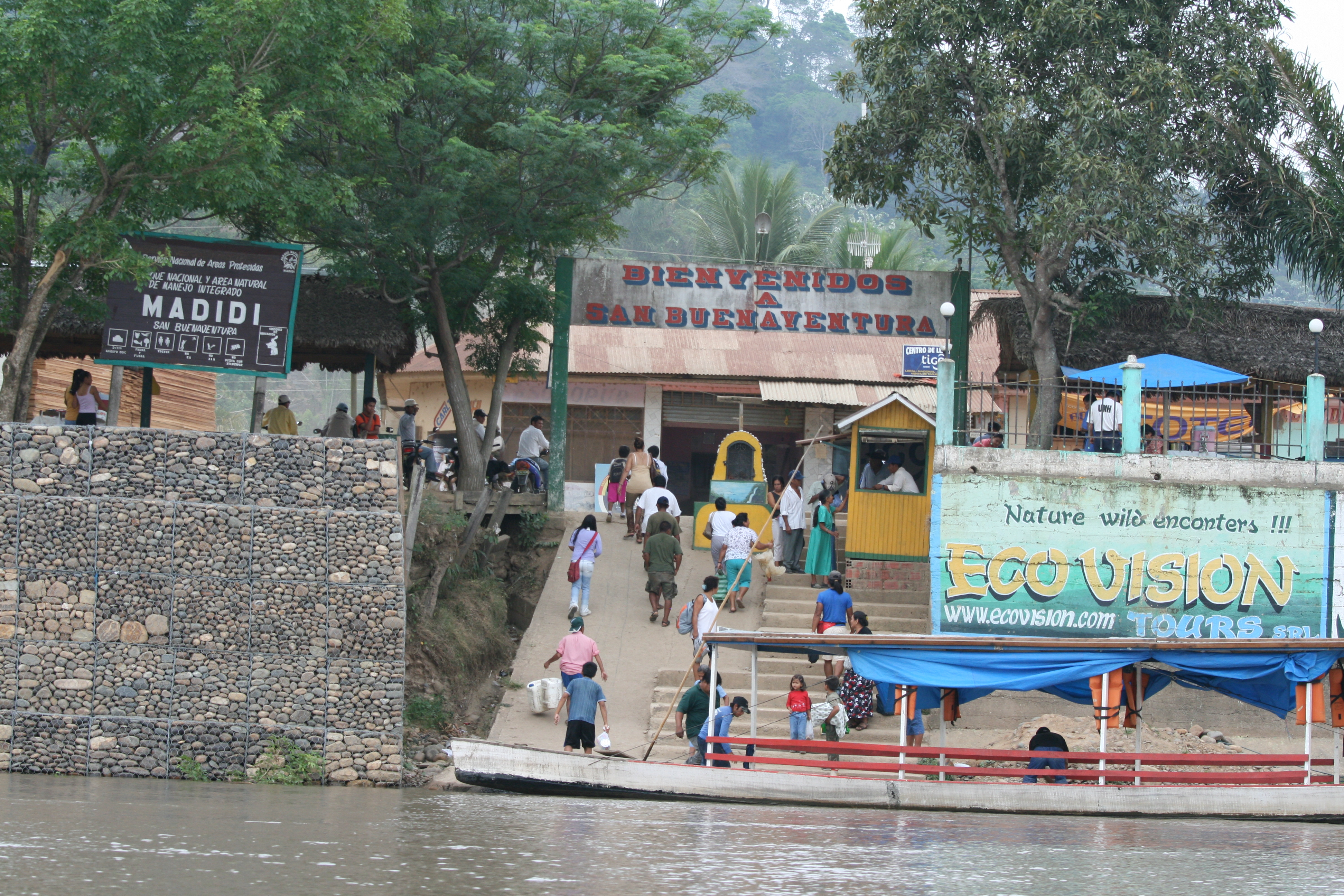

聖布埃納文圖拉是玻利維亞的城鎮，位於該國西北部，由拉巴斯省負責管轄，距離首府拉巴斯450公里，海拔高度213米，每年平均降雨量約2,000毫米，2010年人口2,864。

## 外部連結
- （西班牙文） Instituto Nacional de Estadística de Bolivia  (INE)

14°26′5″S 67°32′27″W / 14.43472°S 67.54083°W